# Ronde (danse)
Pour les articles homonymes, voir Ronde.

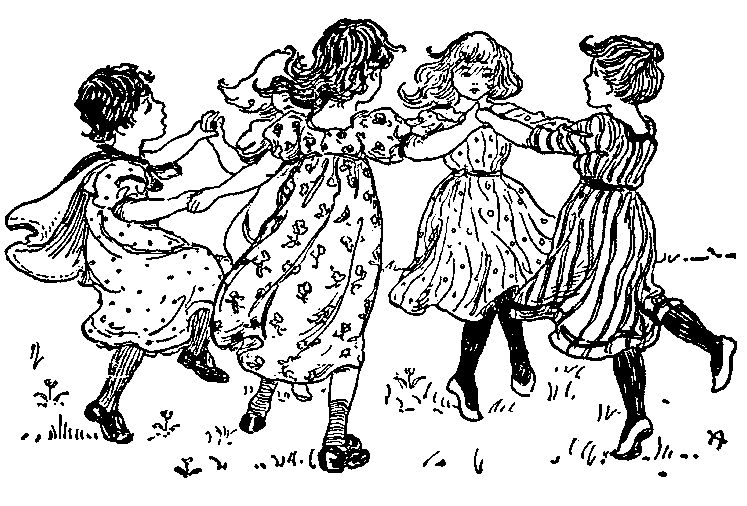
Illustration datant de 1901 représentant une ronde.

La ronde est une danse  traditionnelle ou enfantine se présentant sous forme de cercle. Les danseurs se tenant généralement par la main. Dans le cas de la ronde enfantine elle s'accompagne de chansons enfantines comme Sur le pont d'Avignon ou Nous n'irons plus au bois.